# Regeringen Peter Mohr Dam II
Peter Mohr Dams anden regering var Færøernes regering fra 12. januar 1967 til 19. november 1968. Den var ledet af Peter Mohr Dam fra Javnaðarflokkurin, og bestod af Javnaðarflokkurin, Sambandsflokkurin og Sjálvstýrisflokkurin. Den blev efterfulgt af Kristian Djurhuus' tredje regering da Dam døde i 1968.
|                                          | Minister          | Parti | Fra             | Til               |
| ---------------------------------------- | ----------------- | ----- | --------------- | ----------------- |
| Lagmand                                  | Peter Mohr Dam    | JF    | 12. januar 1967 | 19. november 1968 |
| Vicelagmand                              | Kristian Djurhuus | SB    | 12. januar 1967 | 19. november 1968 |
| Ministerium                              | Minister          | Parti | Fra             | Til               |
| Finans- landbrugs- og fiskeriministeriet | Kristian Djurhuus | SB    | 12. januar 1967 | 19. november 1968 |
| Kommunal-, kultur- og skoleministeriet   | Sámal Petersen    | SF    | 12. januar 1967 | 19. november 1968 |

## Eksterne links
- Færøernes lagmænd og regeringer siden 1948 Arkiveret 6. oktober 2014 hos  Wayback Machine

| Portal | Portal:Færøerne |